# Henry Gordon Rice
Henry Gordon Rice (* 18. Juli 1920; † 14. April 2003) war ein Mathematiker und Logiker. Er wurde vor allem durch seine Arbeit in der Theoretischen Informatik bekannt, die schließlich zu dem nach ihm benannten Satz von Rice führte. Den Beweis hierzu gab er in seiner Dissertation 1951 an der Syracuse University. Er lehrte als Professor der Mathematik an der University of New Hampshire und war ab 1960 bei CSC in El Segundo angestellt.

## Schriften
- H. G. Rice: Classes of Recursively Enumerable Sets and Their Decision Problems. In: Transactions of the American Mathematical Society. Jahrgang 74, Nr. 2, März 1953, S. 358–366, doi:10.2307/1990888, JSTOR:1990888 (englisch).